# Smooth La Musique Avec Piano
『Smooth La Musique Avec Piano』は、日本のア・カペラ ヴォーカルグループ、SMOOTH ACEの2枚目のオリジナル曲セルフカバー・アルバム。2002年5月22日にTOSHIBA EMIからリリースされ、12曲が収録されている。日本の名曲を集めたカバー・アルバム『Smooth Le Gout Avec Piano』も同時にリリース。

## 収録曲
特記以外作詞：岡村玄　作曲：重住ひろこ　編曲：TEAM SMOOTH ACE、コーラス・アレンジ：SMOOTH ACE
1. GONE 5:23
2. やさしい手紙 4:34
3. その瞬間 3:56
4. つないだ手 4:37
5. サクラ 4:22
6. 手のひら 5:11
7. Nights have a morning 4:58
8. REMAINS 4:38
9. 抜け殻 3:56
10. Soldier 6:04
11. 無敵 3:17
12. 2002個のHappy（作曲：平慎也）3:29

## パーソネル
重住ひろこ、岡村玄、平慎也、李眞姫（vo, cho）／富樫春生（pf）／小原礼（b）

## スタッフ
レコーディング／ミキシング・エンジニア：加藤博実、マスタリング・エンジニア：相川洋一

## 品番
TOCT-24783

## 配信
発売日：2013-7-10